# Stadspark Live
Stadspark Live was een evenement dat gehouden wordt op de drafbaan in het Stadspark in de Nederlandse stad Groningen. De eerste editie van het festival werd gehouden op 22 juni 2019. Het festival bestaat uit een podium waar internationale en nationale popartiesten optreden. Tussen de muziek door wordt het publiek vermaakt door cabaretiers. De eerste editie trok zo'n 30.000 bezoekers en was daarmee uitverkocht.

## Voorgeschiedenis
In de jaren 90 vonden er grote concerten plaats op de drafbaan in het Stadspark, onder andere The Rolling Stones en Tina Turner trokken tienduizenden bezoekers naar het park. Deze concerten smaakten voor de gemeente Groningen naar meer, maar die wilde niet voor de onderhoudskosten van het terrein betalen dus werd er een pachter gevonden. Deze kreeg een contract voor het leven en wanneer er evenementen op de drafbaan plaatsvonden mocht hij de catering doen of moest de organisatie hem uitkopen. Deze constructie leidde ertoe dat steeds meer organisatoren uitweken naar andere locaties, zoals het Goffertpark in Nijmegen.
In 2017 maakte wethouder Joost van Keulen bekend dat de gemeente Groningen de pachter van het terrein uitkocht om zelf weer meer grip te krijgen op het terrein en de programmering. Hiermee maakte de gemeente de weg vrij voor de terugkeer van grootschalige evenementen op het terrein.
In december 2018 werd bekendgemaakt dat er vanaf juni 2019 jaarlijks weer een groot evenement met internationale artiesten plaats zou gaan vinden op de drafbaan, het zou Stadspark Live gaan heten. De organisatie van het evenement ligt in handen van Mojo Concerts, die daarbij samenwerkt met een aantal lokale partijen zoals de gemeente Groningen, De Oosterpoort en MartiniPlaza. Als headliner voor de eerste editie werd Sting gestrikt. De kaartverkoop liep zo goed dat de capaciteit van het festival al vrij snel van 20.000 kaarten naar meer bezoekers opgeschaald werd.
Na afloop van de eerste editie werd er meteen bekendgemaakt dat er het jaar daarop op 20 juni 2020 een tweede editie plaats zou gaan vinden. In november 2019 werd bekendgemaakt dat men The Script had geboekt als headliner en ook Iggy Pop zou van de partij zijn. Vanwege de uitbraak van de Coronapandemie werd er in april 2020 bekend dat de tweede editie afgelast zou worden vanwege het verbod op grootschalige evenementen. Op 13 juni 2020 werd bekend dat het festival ook in 2021 geen doorgang zou vinden, vanwege de onzekerheden die de coronacrisis met zich mee bracht en het feit dat het nog een jong festival was bleken de risico's voor 2021 nog te groot. Met sprak wel de hoop uit om in 2022 terug te keren met het festival.
Op 28 oktober 2021 werd bekend dat men in 2022 inderdaad zou terugkeren met het festival. Men maakte bekend dat het festival dat jaar op 19 juni zou plaatsvinden met Simple Minds als headliner.
In 2023 werd bekendgemaakt dat er geen nieuwe edities van Stadspark Live georganiseerd zullen worden.

## Edities

### 2019
|                  | Muziek                                                                      | Cabaret                 | Presentatie   |
| ---------------- | --------------------------------------------------------------------------- | ----------------------- | ------------- |
| Zaterdag 22 juni | Sting Anouk The Specials Tom Odell Ronnie Flex & Deuxperience Daniël Lohues | Arjen Lubach Alex Ploeg | Bert Visscher |

### 2020
|                             | Muziek                                                  | Cabaret | Presentatie   |
| --------------------------- | ------------------------------------------------------- | ------- | ------------- |
| Zaterdag 20 juni (afgelast) | The Script Iggy Pop Kensington Passenger Rag'n'Bone Man |         | Bert Visscher |

### 2022
|                | Muziek                                                            | Cabaret | Presentatie   |
| -------------- | ----------------------------------------------------------------- | ------- | ------------- |
| Zondag 19 juni | Simple Minds Skunk Anansie Rag'n'Bone Man Crowded House LP Krezip |         | Bert Visscher |